# Reims
Reims (Nederlands, verouderd: Riemen) is een gemeente in het noordoosten van Frankrijk. De stad ligt halverwege Parijs en Luxemburg. Het is een stad met een lange geschiedenis, die beroemd is vanwege haar kathedraal en de champagne die ervandaan komt. De gemeente telde 178.478 inwoners op 1 januari 2022.
Verouderde namen zijn Riemen in het Nederlands en Rheims in het Frans. Thans wordt Reims door Nederlandstaligen meestal uitgesproken zoals het geschreven is. De Franse uitspraak is zoals een Fransman Rince zou zeggen.

## Geschiedenis
Toen de Romeinen de Gallische gebieden veroverden, woonden de Remi op de plaats waar de naar hen genoemde stad zou ontstaan. De Romeinen noemden Reims Durocortorum en maakten er de hoofdstad van de provincie Gallia Belgica en later Belgica Secunda van. Daardoor zou de stad uitgroeien tot een van de bloeiendste steden van Gallië en later Frankrijk. Reeds in de 3e eeuw had Reims een bisschop. Reims werd in 407 verwoest door de Vandalen, en in 451 door de Hunnen.
De stad herstelde zich onder bisschop Remigius, die er in 496 de Frankische koning Clovis en zijn manschappen doopte. Hierdoor genoten de bisschoppen van Reims heel wat aanzien en Reims zou de kroningsstad van Frankrijk blijven tot 1825.

### Stadsbrand en bouw nieuwe kathedraal
In 1210 vond in Reims een grote stadsbrand plaats, waarbij de oude kathedraal werd vernietigd. In 1211 begon men met de bouw van de huidige kathedraal. Deze Notre-Dame is, ondanks de zware schade die de kerk in de Eerste Wereldoorlog opliep, een van de bekendste gotische kathedralen van Frankrijk.
De stad kende een grote textielnijverheid. In de 17e eeuw kwam daar de handel in champagne bij.
Te Reims zijn tot 1825 bijna alle Franse koningen gekroond en gezalfd, een traditie die teruggaat op de doop van Clovis, die zelf overigens niet in deze kathedraal werd gedoopt, maar in een kleine kerk bij het Klooster van Saint-Remi in dezelfde stad. Daarbij werd gebruikgemaakt van olie uit een ampul die tijdens Clovis' doop door een duif uit de hemel zou zijn meegebracht. Lodewijk de Vrome kreeg er in 816 van de paus de keizerskroon. De beroemdste kroning is waarschijnlijk die van Karel VII in 1429, tijdens de Honderdjarige Oorlog: de dauphin was door Jeanne d'Arc naar Reims gebracht, nadat zij de stad op de Engels-Bourgondische alliantie had heroverd.

### Eerste en Tweede Wereldoorlog

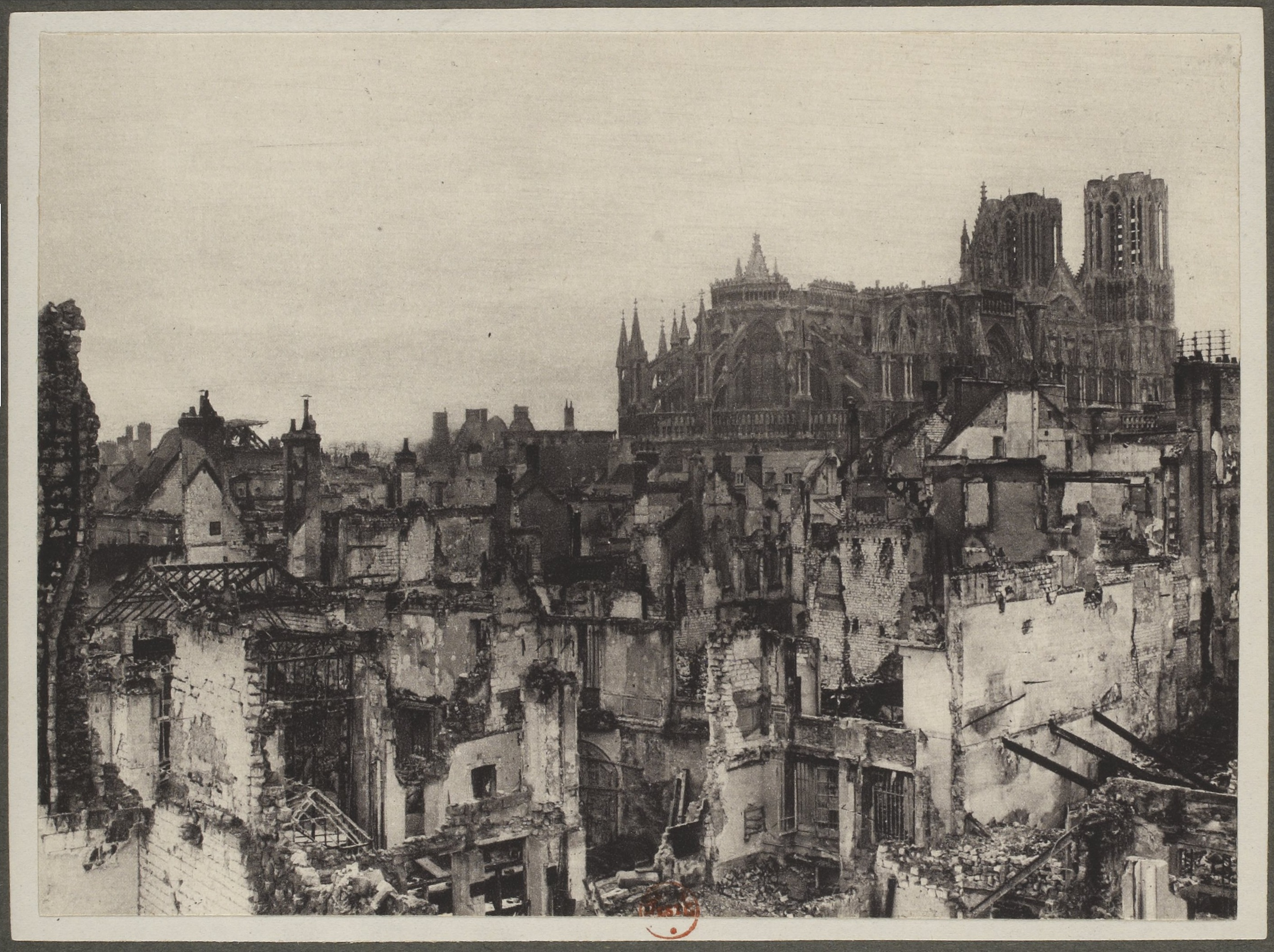
De verwoestingen in Reims in 1916

Tijdens de Eerste Wereldoorlog, 1914-1918, werd de bebouwing van Reims bijna geheel verwoest door Duits artillerievuur. Die bebouwing bestond uit veel huizen in vakwerk. De kathedraal werd door dit vuur zwaar beschadigd. Na de oorlog kon maar een klein deel van de bevolking terug naar hun eigen huis. Pas in 1920 kon worden begonnen met de wederopbouw van Reims, waarbij de huizen niet in de oorspronkelijke middeleeuwse stijl mochten worden gebouwd.
De stad Reims werd onderscheiden met het Legioen van Eer, het Franse Oorlogskruis met de palm uit de Eerste Wereldoorlog en het Oorlogskruis uit de Tweede Wereldoorlog. Reims was op 7 mei 1945 de stad waar de Duitsers de capitulatie tekenden. Dat gebeurde in het hoofdkwartier van generaal Eisenhower.

### Werkzaamheden in de stad
In de eerste tien jaar van deze eeuw werden in Reims grote werkzaamheden uitgevoerd, de kathedraal werd gerestaureerd, het station werd gerenoveerd en de nieuwe tram werd aangelegd. Die werkzaamheden waren in 2011 klaar. Een groot deel van de stad, met name het gebied om de kathedraal, werd voetgangersgebied.

## Bezienswaardigheden
Bezienswaardigheden in de stad zijn behalve de kathedraal de romaanse basiliek van Sint-Rémi, het aartsbisschoppelijk paleis: het Paleis van Tau. Deze staan op de Werelderfgoedlijst van de UNESCO.
Van het Romeinse verleden getuigen de Romeinse triomfboog Porte de Mars en de Cryptoportique, galerijen die dienden als graanopslag.
Het circuit van Reims-Gueux is een oud stratencircuit dat in 1972 vanwege financiële omstandigheden werd gesloten. In 2002 werd het grootste gedeelte van het circuit definitief gesloopt. De vrijwilligersorganisatie Les Amis du Circuit de Gueux, de Vrienden van het Gueux-circuit, probeert zoveel mogelijk van het circuit te behouden. Het pitcomplex en de tribunes daar tegenover zijn behouden.

### Musea
- Het Automobielmuseum Reims-Champagne, opgericht in 1985 door Philippe Charbonneaux, is het vijfde automuseum in Frankrijk vanwege de omvang van zijn autocollectie die zich uitstrekt van 1903 tot heden[3]. Het museum heeft vijf collecties: auto's, motorfietsen en tweewielers, trapauto's, miniatuurspeelgoed en geëmailleerde platen[4]. Sinds 1998 wordt het automobielmuseum beheerd door een vereniging[5].
- Musée des Beaux-Arts, kunstmuseum (gesloten tussen 2019 en 2025)
- Musée Saint-Remi, geschiedkundig en archeologisch museum in de voormalige Abdij Saint-Rémi
- Musée de la Reddition in de zaal waar de Duitsers in 1945 de capitulatie tekenden
- Musée du Fort de la Pompelle rond de Eerste Wereldoorlog in Champagne
- Chapelle Foujita rond het werk van kunstschilder Léonard Foujita (1886-1968)
- Musée-Hôtel Le Vergeur[6]

## Economie
Reims is spoorwegknooppunt en industriestad, maar vooral de stad waar beroemde champagnehuizen zijn gevestigd. Het nabije Épernay is het centrum van de champagneproductie.

## Onderwijs
- NEOMA Business School

## Verkeer en vervoer
De belangrijkste invalswegen voor de stad zijn de A4, de A26 en A34.
In het centrum van Reims ligt het spoorwegstation Reims. Na 1990 werd dit station geschikt gemaakt voor de treinen van de TGV. In de jaren 2000-2009 werd het station, tegelijk met de andere grote werkzaamheden in de stad, ingrijpend gerenoveerd. Verder van het centrum ligt station Reims - Maison-Blanche en in Bezannes aan de zuidrand van de stad werd in 2007 station Champagne-Ardenne TGV aan de LGV Est geopend.
Reims heeft sinds april 2011 een eigen tramnetwerk, de tram van Reims waarvan lijn B zijn eindstation heeft vlak bij het TGV-station.
Door Reims komen de rivier de Vesle en het Canal de l'Aisne à la Marne, zij liggen in Reims maar op een paar meter afstand evenwijdig aan elkaar. De Vesle is in Reims niet meer dan een beek. Het kanaal is meestal maar enkele meters breed, maar is in Reims voor een haven breder. Schepen van CEMT-klasse I kunnen er varen.

## Sport

### Voetbal
Stade de Reims is de professionele voetbalclub van Reims en speelt in het Stade Auguste-Delaune. De club speelde vele seizoenen in Ligue 1, het hoogste Franse niveau. Stade de Reims werd zes keer kampioen van Frankrijk.
In 1938 was Reims speelstad bij het WK voetbal. De wedstrijd werd gespeeld in het Stade Auguste-Delaune.

### Wielrennen
In 1947 werd het WK wielrennen in Reims georganiseerd. Theofiel Middelkamp werd er als eerste Nederlander wereldkampioen bij de beroepsrenners. In 1958 werd voor de tweede keer een WK wielrennen georganiseerd. Dit keer won de Italiaan Ercole Baldini.
Reims was daarnaast 13 keer etappeplaats in de Tour de France. Tien keer lag de aankomststreep van een etappe in Reims. Onder meer Djamolidin Abdoezjaparov, Robbie McEwen, Alessandro Petacchi en André Greipel wonnen een etappe in Reims. Daarnaast startte er tien keer een etappe in de stad.

## Geografie
De oppervlakte van Reims bedroeg op 1 januari 2022 46,9 vierkante kilometer; de bevolkingsdichtheid was toen 3.805,5 inwoners per km².
De onderstaande kaart toont de ligging van Reims met de belangrijkste infrastructuur en aangrenzende gemeenten.

## Demografie
Reims, met ruim 180.000 inwoners de 12e stad van het land, is de Franse gemeente met het hoogste inwonertal die geen departementshoofdstad (préfecture) is.
Onderstaande figuur toont het verloop van het inwonertal, bron: INSEE-tellingen. 

## Partnersteden
- Florence, Italië